# Ambachtsheerlijkheid Sandelingenambacht

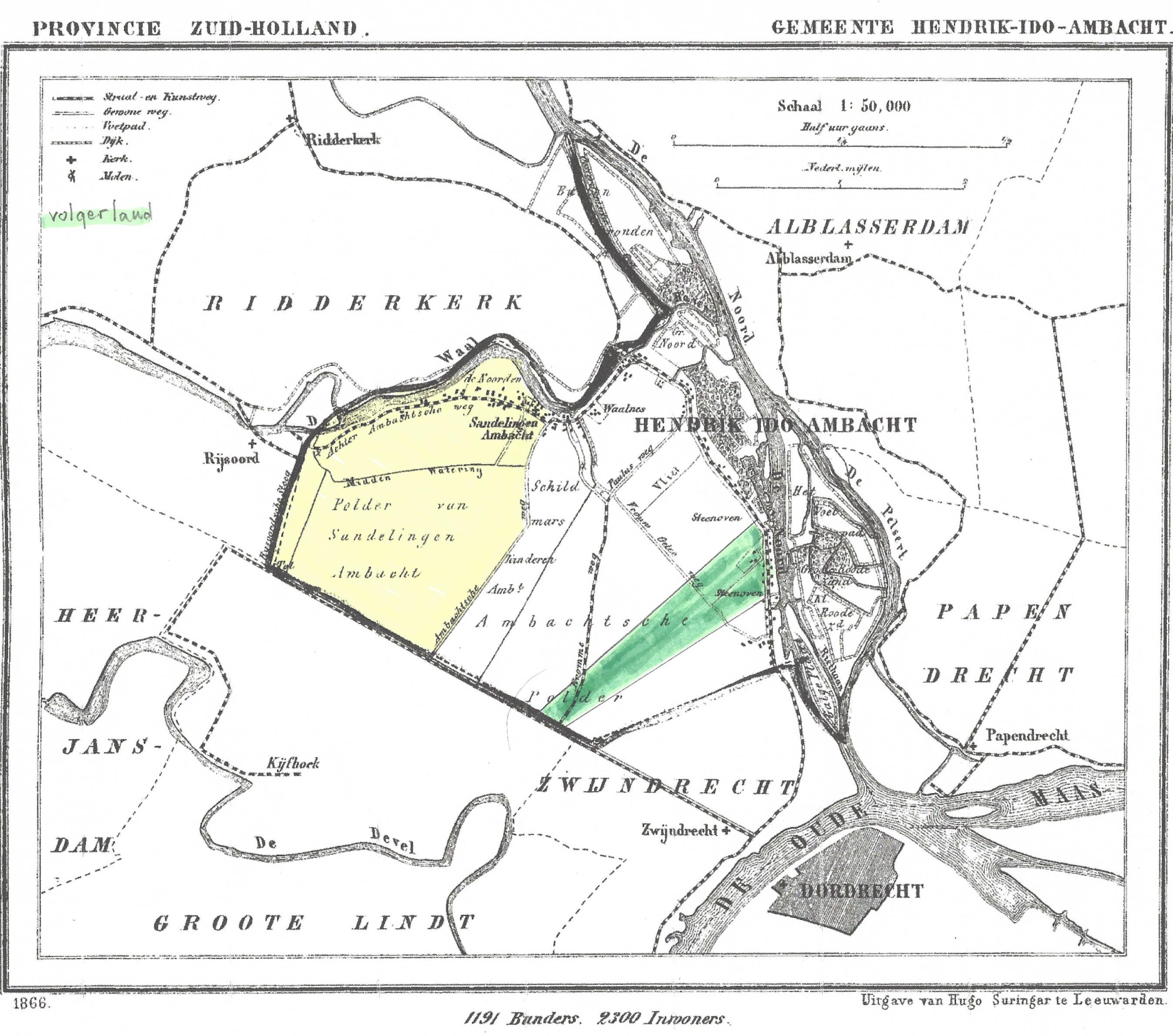
Sandelingenambacht (hoofdland en volgerland)

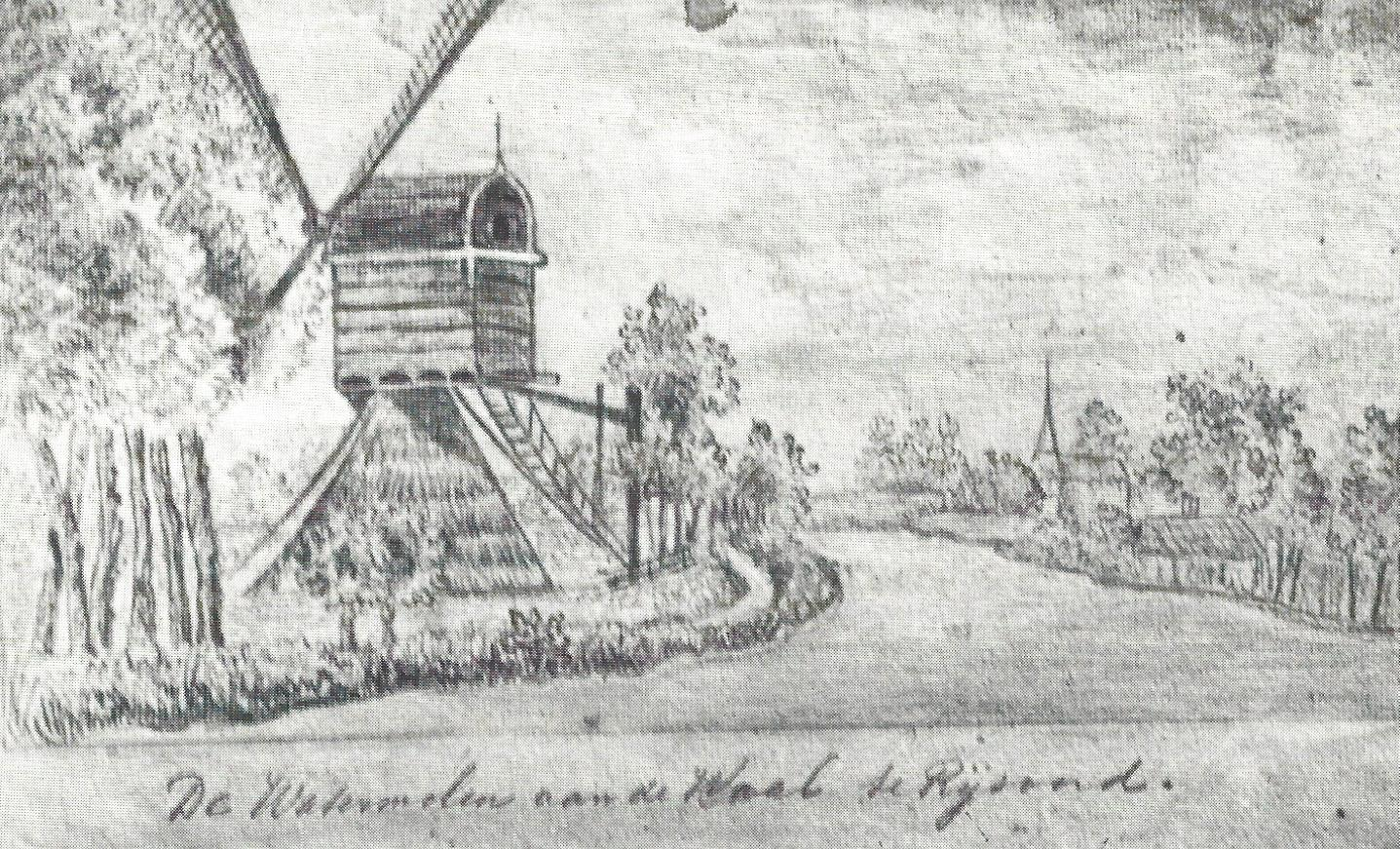
Wipware molen Sandelingenambacht gebouwd ca. 1538, gesloopt 1882

Sandelingenambacht is een voormalige ambachtsheerlijkheid die gelegen was in de Zwijndrechtse Waard en is opgegaan in de voormalige gemeente Sandelingen-Ambacht, die op haar beurt in 1855 opging in de huidige gemeente Hendrik-Ido-Ambacht, in de Nederlandse provincie Zuid-Holland. Thans is er een recreatiegebied met dezelfde naam in de gelijknamige polder in de gemeente Hendrik-Ido-Ambacht.

## Geschiedenis

### Ontstaan
De ambachtsheerlijkheid is in de jaren dertig van de veertiende eeuw ontstaan na de herdijking in het verdronken land die Zandtdelinge van de Zwijndrechtse Waard. De bedijker was Willem, grave van Henegouwen, van Holland, ende heer van Vriesland die na instemming van zijn raden op 14 januari 1331 te Brussel in een oorkonde zijn voorstel Swindrecht uyt te geven te dycken te Zeeuwschen rechte vastlegde. Het Zeeuwse recht bepaalde dat alle ambachtsheren edel moesten zijn. Een belangrijk verschil met andere rechten was dat volgens Zeeuws recht alle rechten die niet door de landsheer waren voorbehouden of die vóór de uitgifte niet aan een ander toebehoorden tot de ambachts- of heerlijkheidsgevolgen gerekend werden. Een ander belangrijk verschil was dat ambachtsheerlijkheden ten Zeeuwse rechte splitsbaar waren: alle zonen erfden een gelijke portie. Zijn opvolger Willem IV zou de Zwijndrechtse Waard in 1337 definitief onder de Hollandse rechtskring brengen, waarmee de ambacht bij vererving ondeelbaar werd. Hij legde in 1337 vast dat de nieuwe ambachtsheren van de Zwijndrechtse Waard alle zaken mochten berechten met uitzondering van de zaken die later onder het halsrecht, de hoge rechtspraak zouden vallen.

### Bezit vanaf 1323
Het gebied was tot 1323 bezit van het Utrechtse convent van Sint Paulus dat niet in staat bleek de verdronken waard te herdijken. Om zijn plannen tot herdijking van de Zwijndrechtse Waard te kunnen verwezenlijken had Willem III van Holland op 25 augustus 1323 de gehele waard, met alle daarbij behorende rechten en voorrechten, en Heeren Heyenland in erfpacht genomen. Heeren Heyenland, het latere Heerjansdam was in leen aan Hendrik van Brederode die nu de leenman van Willem III was. In 1325 kwam Willem III tot een akkoord met Hendrik dat deze zijn hulp aan de herdijking zou verlenen. Hij trok zich echter nog voor de aanvang van de werkzaamheden terug, waarop Willem III Heeren Heyenland van hem kocht.
De Zwijndrechtse Waard besloeg ongeveer 2700 morgen die door graaf Willem in zestien gelijke porties aan toekomstige ambachtsheren uitgegeven werden. Elke portie bevatte goede grond, het hoofdland, en minder goede delen, het quade deel of volgerland. Ook de buitendijkse aanwassen, de Noorden, die aan Willem als oevereigenaar bleven gaf hij uit aan de ambachtsheren. Uiteindelijk waren er twaalf mannen die zich meldden waarvan er vijf een dubbelportie voor hun rekening namen. Onder hen was Willem van Duivenvoorde die 1/8, bijna 350 morgen, het perceel die Zandtdelinghe, het latere Sandelingenambacht, toegewezen kreeg. Willem van Duivenvoorde was kamerling van Willem III en had in die hoedanigheid deel gehad aan de beraadslagingen en was lid van de bedijkingscommissie.

#### Meerdere namen
De ambachtsheerlijkheid komt tot de zestiende eeuw onder verschillende namen voor, meestal vernoemd naar de ambachtsheer. De vroegere namen van de gebieden, behalve die van Lind en Zwijndrecht waren in onbruik geraakt nadat de waard tien jaar verdronken was geweest. In een lijst uit de zestiende eeuw, van Cornelis van Someren (1593-1649) en ontleend aan de burgemeestersrekeningen van Dordrecht uit 1365-1366, wordt onder de ambachten van de Zwijndrechtse Waard Reimbouts ambagt genoemd, wat het latere Sandelingenambacht moet zijn. De rekening van Zuid-Holland over 1385-1386 bevat een lijst van de ambachten in geografische volgorde. Sandelingeambacht wordt daar samen met het zuidelijke deel van Schildmanskinderenambacht genoemd in vier delen: Her williams ambocht tot der huushoeve, Vander huushoeve tot warenbouts lande van rathinge toe, Van warenbouts lande tot gielis lande van wielnes toe, en Van Gielys lande tot heinrick yen ambocht toe. In de 15e eeuw komt de ambachtsheerlijkheid aan Adriaen Pietersz. Sandeling (†1515) en gaat dan Adriaan Pieters Ambacht en vervolgens Sandelingenambacht heten.

### Bezit na 1515
De ambachtsheerlijkheid blijft vervolgens lang in handen van Dordtse families. In 1749 wordt de heer Scheltinga genoemd. Daarna komt de ambachtsheerlijkheid in de familie Oem. Jhr. mr. Cornelis Alardus Oem van Sandelingen, heer van Sandelingen, van Waspik en van Oud-Alkemade was gildebroeder van het Heilig Kerstmisgilde te Haarlem. 
In 1758 komt het aan het geslacht Ram door het huwelijk van Agatha Margaretha Oem van Sandelingen met Eduard Pieter (baron) Ram van Schalkwijk, heer van Weerdesteyn. Na Agatha's dood vererft het op haar dochter Anna Maria Catharina Ram van Schalkwijk, vrouwe van Weerdesteyn, Sandelingen, Ouden Rijn en Heijcop (1760-1828). Door haar huwelijk met Hendrik Jacob (H.R. Rijksbaron) de Wijkerslooth, wethouder te Haarlem, vererft het op de familie De Wijkerslooth. 
Na Anna's overlijden vererft Weerdesteyn op haar oudste zoon en Sandelingenambacht op haar tweede zoon Franciscus Johannes baron de Wijkerslooth de Weerdesteyn, heer van Schalkwijk en Woelingen (Haarlem, 1792 - Brussel, 1864), kamerheer i.b.d. van koning Willem I. Daarna ging Sandelingenambacht over op diens zoon Léon Eugène Marie van Wijkerslooth van Weerdensteijn (Brussel, 1850 - Bonn, 1868), die het verkocht aan zijn oudere broer Corneille Charles Auguste baron de Wijkerslooth de Weerdesteyn, heer van Schalkwijk en Weerdesteyn (1846-1909), wonende te Brussel.

## Einde ambachtsheerlijkheid
Het leenbezit van de ambachtsheren van Sandelingen bestond uit de ambachtsheerlijkheid - waarmee bedoeld wordt de lage en middelbare rechtmacht en de titel van ambachtsheer - het grondbezit binnen de jurisdictie en vanaf 1725 de tiendrechten binnen hun jurisdictie. Bij de omwenteling van 1795 werd het leenstelsel afgeschaft, waarmee de heren van Sandelingen hun rechtmacht verloren. Daartegenover stond dat hun 'gondbezit in leen' aangemerkt werd als allodiaal bezit, waarmee zij voleigenaar werden.
Na een beperkt herstel van heerlijkheden in 1814 werden deze in 1848 definitief afgeschaft. De vroegere ambachtsheren bleven eigenaar van hun onroerende zaken en de niet-heerlijke vermogensrechten. Voor de heer van Sandelingenambacht was dat naast het grondbezit het recht op de tienden verkregen in 1725. Verder behield hij het recht van het voeren van de titel 'heer van Sandelingenambacht' en het heerlijkheidswapen. 
Einde negentiende eeuw verkocht de toenmalige heer van Sandelingenambacht Corneille C.A. van Wijkerslooth zijn tiendrecht en titel aan Jan Cornelis Maris (1837-1915), kapitein der artillerie te Arnhem. De omschrijving luidde De ambachtsheerlijkheid met de koorn- en vlastienden van landen in de polder van Sandelingen Ambacht, in de Noorden en in het Volgerland van Sandelingen Ambacht, alles gemeente Hendrik Ido Ambacht. De opbrengst van de tienden werd berekend op een gemiddelde van de laatste 15 jaren onder aftrek van de twee voordeligste en twee nadeligste jaren, wat neer kwam op een zuivere opbrengst per jaar van f. 982,66. In 1909 kocht Van Maris het tiendrecht af onder gebruikmaking van de regeling in de tiendwet van 1907. 
De heren van het geslacht Maris voerden het wapen van de ambachtsheerlijkheid als hartschild in het wapen Maris. Ook voegden zij de niet-officiële tweede naam 'van Sandelingenambacht' toe aan hun geslachtsnaam. Mr. dr. Jan Cornelis Maris (1904-1984) merkte in 1963 in zijn herziening van Een honderdtal Nederlandsche families uit 1946 op dat de heerlijkheden onder andere door de wettelijk inperking in feite uit de sfeer van de zakelijkheid zijn overgegaan in de sfeer van de affectiewaarde. Dat gebeurde ook met het Sandelingenambacht bij de afschaffing van de tiendrechten